# قله باگی
قله بوگای (به لاتین: Boggy Peak) یک کوه در آنتیگوآ و باربودا است که در Saint Mary Parish واقع شده است. قله بوگای ۴۰۲ متر بالاتر از سطح دریا واقع شده است.

## تاریخچه
این منطقه دارای میراث فرهنگی قابل توجهی است زیرا در زمان برده داری برای مزارع نیشکر استفاده می‌شد. این نام از اربابان برده نشأت گرفته است که داستان‌هایی در مورد مردی به نام بوگی که روح می‌گرفت و در کوه‌ها زندگی می‌کرد، تعریف می‌کردند. این کار برای منصرف کردن بردگان از فرار و دویدن به سمت کوه‌ها بود. اما فراریان توانستند در کوهستان‌ها سکونت گاه بسازند و در واقع زندگی خود را جدا از بردگی بگذرانند.
در ۴ آگوست ۲۰۰۹، بالدوین اسپنسر، نخست‌وزیر وقت باراک اوباما، رئیس‌جمهور ایالات متحده، قله را به کوه اوباما تغییر نام داد. نام اصلی در سال ۲۰۱۶ با تصمیم کابینه بازسازی شد.
قله باگی که اکنون به عنوان کوه اوباما شناخته می‌شود، مرتفع‌ترین نقطه جزیره آنتیگوا است که به ۱۳۳۰ فوت (۴۰۵ متر) می‌رسد. این قله در قسمت غربی جزیره قرار دارد و دارای سنگ‌های آتشفشانی است.

## قله بوگای در مقایسه با دیگر قله‌های کارائیب
درست است که قله بوگای با ارتفاع ۴۰۵ متر، بلندترین نقطه جزیره آنتیگوا است. اما در مقایسه با سایر قله‌های کارائیب، از نظر ارتفاع نسبتاً متوسط است. منطقه کارائیب چندین کوه بسیار بلندتر مانند پیکو دوارته در جمهوری دومینیکن دارد که ارتفاع آن به ۱۰۱۶۴ فوت (۳۰۹۸ متر) می‌رسد و آن را به بلندترین قله در دریای کارائیب تبدیل می‌کند. قله‌های قابل توجه دیگر عبارتند از قله کوه آبی در جامائیکا با ارتفاع ۷۴۰۲ فوت (۲۲۵۶ متر) و La Grande Soufrière در گوادلوپ با ارتفاع ۴۸۱۳ فوت (۱۴۶۷ متر).
بنابراین، در حالی که قله باگی مرتفع‌ترین نقطه آنتیگوا است، اما در لیست بلندترین قله‌های دریای کارائیب نیست.